# Aguas Buenas, Mexiko
Aguas Buenas är en ort i Mexiko.   Den ligger i kommunen Silao de la Victoria och delstaten Guanajuato, i den centrala delen av landet, 290 km nordväst om huvudstaden Mexico City. Aguas Buenas ligger 1 856 meter över havet och antalet invånare är 1 025.
Terrängen runt Aguas Buenas är platt åt sydväst, men åt nordost är den kuperad. Runt Aguas Buenas är det ganska tätbefolkat, med 222 invånare per kvadratkilometer. Närmaste större samhälle är Guanajuato, 12,9 km öster om Aguas Buenas. Trakten runt Aguas Buenas består till största delen av jordbruksmark.